# Carl Peter Thunberg

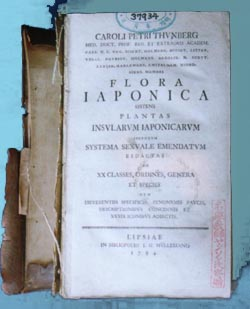
Kniha Fauna Japonica

Carl Peter Thunberg (11. listopadu 1743 – 8. srpna 1828) byl švédský přírodovědec. Dříve byl známý také jako „otec jihoafrické botaniky“ nebo „japonský Linnaeus“.

## Život a dílo
Narodil se v roce 1743 v Jönköpingu a stal se žákem Carla Linného na Uppsalské univerzitě, kde studoval přírodní filozofii a medicínu. V roce 1770 opustil Švédsko a odcestoval do Paříže, kde pokračoval ve studiích.
V roce 1771, během pobytu v Amsterdamu a Leidenu, začal studovat zdejší botaniku. O něco později byl vyslán do nizozemských kolonií a Japonska, kde měl zkoumat zdejší floru pro nizozemskou botanickou zahradu. Po příjezdu do Kapského Města se zde na tři roky usadil a zdokonaloval si zde nizozemštinu aby mohl projít jak do Nizozemska, tak do Japonska, kam v té době směli jen protestantští nizozemští obchodníci. Stal se také doktorem medicíny a během jeho tří expedic prozkoumal několik druhů fauny i flory.
V březnu roku 1775 se plavil na Jávu, konkrétně do Batávie, kde setrval dva měsíce.
V srpnu téhož roku se dostal na obchodní stanici Dedžima v Japonsku Nizozemské Východoindické společnosti (V.O.C., Verenigde Oost-Indische Compagnie). Dedžima byl malý umělý ostrov v zátoce u města Nagasaki, který byl s městem propojený jen jediným malým mostem.
Jeho vědecká aktivita přinesla své plody v jeho prvním velkém díle Fauna Japonica, kde se zabýval detailním popisováním květeny a fauny Japonska. Japonsko opustil v listopadu roku 1776. Po kratším pobytu v Jávě se v červenci roku 1777 přemístil na dnešní Srí Lanku. Zde podnikl několik cest, při kterých získal několik důležitých poznatků.
Do svého rodného Švédska se vrátil až v březnu 1779, rok poté, co se dozvěděl, že jeho učitel a velký vzor Carl Linné zemřel. Nejprve však navštívil Londýn a seznámil se se sirem Josephem Banksem. V roce 1781 nastoupil na Uppsalskou univerzitu, kde působil jako profesor medicíny a přírodní filozofie. Své dílo Fauna Japonica vydal v roce 1784 a v roce 1788 začal vydávat své cestopisy. V roce 1800 dokončil své dílo Prodomus plantarum, v roce 1805 Icones plantarum a v roce 1813 Flora capensis. Za svůj život vydal také mnoho monografií. Zemřel poblíž Uppsaly 8. srpna v roce 1828.
Bylo po něm pojmenováno přibližně kolem 254 živočišných a rostlinných druhů.